# Индийская таможенная линия
Индийская таможенная линия (англ. Inland Customs Line, а также англ. Great Hedge of India или англ. Indian Salt Hedge) — таможенный заслон (барьер), построенный англичанами в Индии для защиты соляных приисков от контрабандистов и для сбора налога на соль.

## История

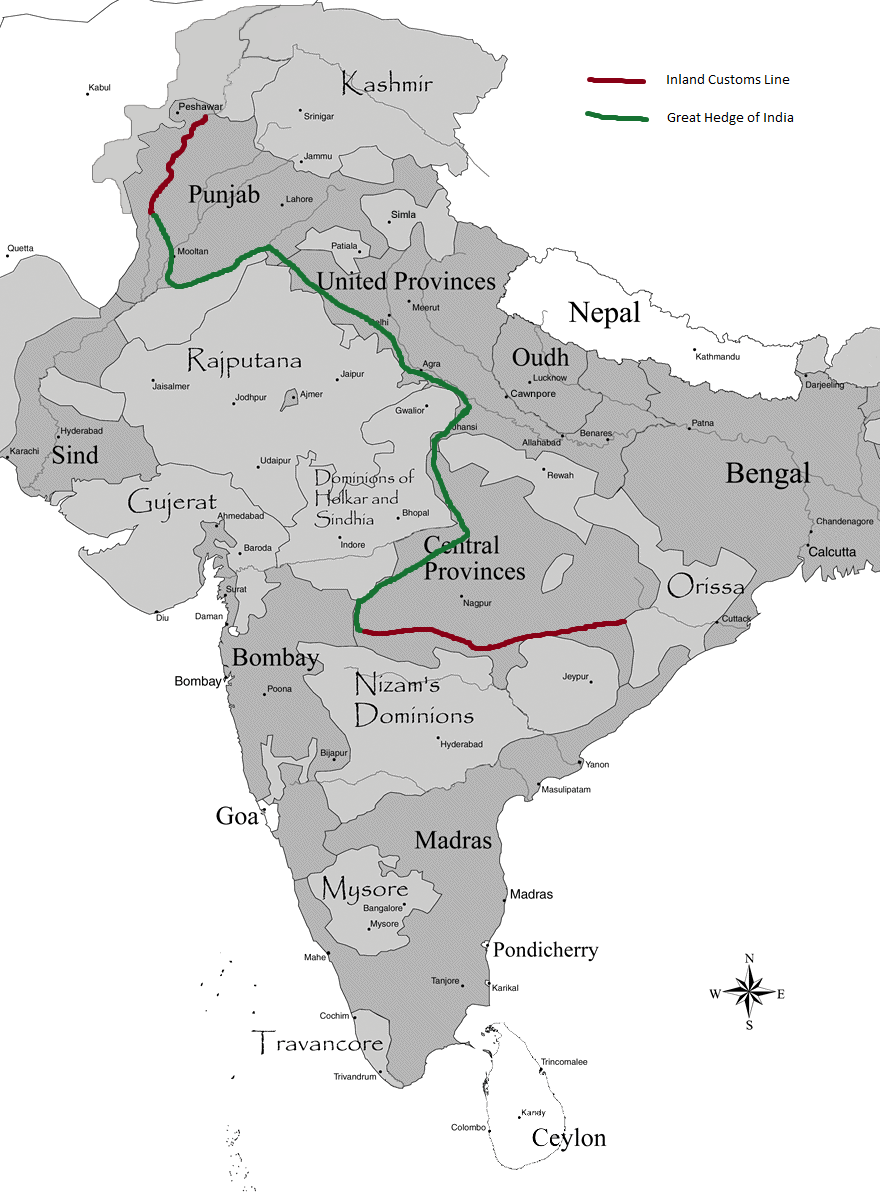
Расположение Inland Customs Line (красный цвет) и Great Hedge of India (зеленый цвет)

Строительство линии было начато в Индии в начале XIX века, когда британская Ост-Индская компания имела торговую монополию в стране на торговлю солью, контролируя все индийские соляные шахты, взимая с покупки соли высокие налоги. Изначально она была построена вдоль западной границы Бенгалии.
Через всю страну, от Гималаев (начинаясь в провинции Пенджаб) до Бенгальского залива (заканчиваясь в княжестве Орисса), была построена таможенная линия длиной четыре тысячи километров (2500 миль), охраняемая 14-ю тысячами солдат и переданная в 1843 году под контроль службы — Inland Customs Department.
Расстояние между соседними таможенными постами составляло одну милю. Защитными элементами первоначально были сухие колючие деревья, преимущественно индийская слива, позже заросшие живыми вьющимися растениями. Также на некоторых участках были построены каменные стены, а естественными были водяные преграды. Высота таможенной преграды на некоторых участках достигала 12 футов (3,7 метра). Эта конструкция была упразднена в 1879 году, когда английское правительство ввело в Индии режим свободной торговли, а соляной налог оставался до 1947 года, когда Индия обрела независимость.
Основная функция таможенной линии — предотвращение контрабанды — в целом была успешной. Пойманные контрабандисты штрафовались на восемь рупий, а те, что не могли уплатить штраф, заключались в тюрьму приблизительно на шесть недель. С совершенствованием защитной линии количество пойманных контрабандистов росло: так в 1868 году было осуждено 2340 человек, в 1873—1874 годах — 3271 человек, а в 1877—1878 годах было арестовано 6077 контрабандистов. В некоторых стычках на таможенной линии были и жертвы — как с одной, так и с другой стороны.
После получения Индией независимости, об этой таможенной преграде забыли. О ней был написано ряд трудов английских и индийских авторов. Некоторые учёные предпринимали попытки поиска её остатков. Так английский историк Лондонского университета Roy Moxham пытался в конце XX века обнаружить таможенную линию, о чём опубликовал в 2001 году книгу, переведенную на язык маратхи в 2007 году.